# Himertosoma uchidai
Himertosoma uchidai är en stekelart som beskrevs av Kuslitzky 2007. Himertosoma uchidai ingår i släktet Himertosoma och familjen brokparasitsteklar. Inga underarter finns listade i Catalogue of Life.